# Megachile pseudolegalis
Megachile pseudolegalis là một loài Hymenoptera trong họ Megachilidae. Loài này được Mitchell mô tả khoa học năm 1957.